# الغني (أسماء الله الحسنى)
الغني من أسماء الله الحسنى في الإسلام، ومعناه: غَنِيٌ عمَّا سواه وكلُ شيءٍ فقير إليه.

## في القرآن الكريم
ورد اسم الله الغني في القرآن الكريم ثماني عشرة مرات منها:
- قال تعالى: ﴿وَرَبُّكَ الْغَنِيُّ ذُو الرَّحْمَةِ إِنْ يَشَأْ يُذْهِبْكُمْ وَيَسْتَخْلِفْ مِنْ بَعْدِكُمْ مَا يَشَاءُ كَمَا أَنْشَأَكُمْ مِنْ ذُرِّيَّةِ قَوْمٍ آخَرِينَ ۝١٣٣﴾ سورة الأنعام:133
- قال تعالى: ﴿يَا أَيُّهَا النَّاسُ أَنْتُمُ الْفُقَرَاءُ إِلَى اللَّهِ وَاللَّهُ هُوَ الْغَنِيُّ الْحَمِيدُ ۝١٥﴾ سورة فاطر:15
- قال تعالى: ﴿وَقَالَ مُوسَى إِنْ تَكْفُرُوا أَنْتُمْ وَمَنْ فِي الْأَرْضِ جَمِيعًا فَإِنَّ اللَّهَ لَغَنِيٌّ حَمِيدٌ ۝٨﴾ سورة إبراهيم:8
- قال تعالى: ﴿قَالَ الَّذِي عِنْدَهُ عِلْمٌ مِنَ الْكِتَابِ أَنَا آتِيكَ بِهِ قَبْلَ أَنْ يَرْتَدَّ إِلَيْكَ طَرْفُكَ فَلَمَّا رَآهُ مُسْتَقِرًّا عِنْدَهُ قَالَ هَذَا مِنْ فَضْلِ رَبِّي لِيَبْلُوَنِي أَأَشْكُرُ أَمْ أَكْفُرُ وَمَنْ شَكَرَ فَإِنَّمَا يَشْكُرُ لِنَفْسِهِ وَمَنْ كَفَرَ فَإِنَّ رَبِّي غَنِيٌّ كَرِيمٌ ۝٤٠﴾ سورة النمل:40
- قال تعالى: ﴿وَمَنْ جَاهَدَ فَإِنَّمَا يُجَاهِدُ لِنَفْسِهِ إِنَّ اللَّهَ لَغَنِيٌّ عَنِ الْعَالَمِينَ ۝٦﴾ سورة العنكبوت:6
- قال تعالى : ﴿قَوْلٌ مَعْرُوفٌ وَمَغْفِرَةٌ خَيْرٌ مِنْ صَدَقَةٍ يَتْبَعُهَا أَذًى وَاللَّهُ غَنِيٌّ حَلِيمٌ ۝٢٦٣﴾ سورة البقرة:263

## الأقوال في معناه
- قال الطبري:[4] «﴿وَاعْلَمُوا أَنَّ اللَّهَ غَنِيٌّ حَمِيدٌ﴾ سورة البقرة:267، واعلموا أيها الناس أن اللَّه عز وجل غنيُّ عن صدقاتكم وعن غيرها، وإنما أمركم بها وفَرَضَها في أموالكم رحمةً منه لكم ليُغْنِي بها عَائِلكم ويقوي بها ضعيفكم ويجزل لكم عليها في الآخرة مثوبتكم لا من حاجة به فيها إليكم»
- قال أبو إسحاق الزجاج:[5] «وهو الغَنِيُ المُسْتَغْنِي عن الخلق بقدرته وعز سلطانه والخلق فقراء إلى تَطَوُّلِهِ وإحسانه، كما قال تعالى: ﴿وَاللَّهُ الْغَنِيُّ وَأَنْتُمُ الْفُقَرَاءُ﴾ سورة محمد:38»
- قال الزجاجي:[6] «الغنى في كلام العرب: الذي ليس بمحتاج إلى غيره، وكذلك الله ليس بمحتاج إلى أحد، جلّ وتعالى عن ذلك علوًا كبيرًا، ﴿وَمَنْ جَاهَدَ فَإِنَّمَا يُجَاهِدُ لِنَفْسِهِ إِنَّ اللَّهَ لَغَنِيٌّ عَنِ الْعَالَمِينَ ۝٦﴾ سورة العنكبوت:6، فاللَّه عز وجل ليس بمحتاج إلى أحد فيما خلق ويخلق ودبَّر ويُدبِّر ويُعْطِي ويَرْزُق ويَقْضِي ويُمْضِى ، لا رادَّ لأمْرِه وهو على ما يَشاءُ قدير»
- قال الخطابي:[7] «الغَنِىُ هو الذي استغنى عن الخلق وعن نصرتهم وتأييدهم لملكه، فليست به حاجة إليهم، وهم إليه فقراء محتاجون، كما وصف نفسه تعالى فقال عزَّ من قائل: ﴿وَاللَّهُ الْغَنِيُّ وَأَنْتُمُ الْفُقَرَاءُ﴾ سورة محمد:38»
- قال ابن الأثير:[8] «هو الذي لا يحتاج إلى أحد في شيء وكل أحد محتاج إليه، وهذا هو الغنى المطلق ولا يشارك الله تعالى فيه غيره»
- قال ابن كثير:[9] «﴿وَرَبُّكَ الْغَنِيُّ ذُو الرَّحْمَةِ﴾ سورة الأنعام:133. (وربك يا محمد) الغنيُّ : أي عن جميع خلقه من جميع الوجوه وهم الفقراء إليه في جميع أحوالهم»
- قال ابن القيم في نونيته:[8]

## وصلات خارجية
- الغَنِيُّ جل جلاله وتقدست أسماؤه، موقع الكلم الطيب، الشيخ هاني حلمي
- شرح اسم الله الغني، شبكة الألوكة
- اسم الله الغني، محمد راتب النابلسي